# دوفربن
دوفربن (بالفرنسية: Douvrin)‏ هي بلدية تقع في إقليم باد كاليه من منطقة نور با دو كاليه في شمال فرنسا. تبلغ مساحة هذه المدينة 9.58 (كم²)، وترتفع عن سطح البحر 25 م، يبلغ عدد سكانها 5265 نسمة حسب إحصاء المعهد الوطني للإحصاء والدراسات الاقتصادية سنة 2009 م. وترأس Jean-Michel Dupont البلدية خلال فترة (2010-2014).